# Veldkruidkers
Veldkruidkers (Lepidium campestre) is een één- of tweejarige plant uit de kruisbloemenfamilie (Brassicaceae ) die verwant is aan tuinkers.
De plant, die een hoogte kan bereiken van 20 tot 60 cm, heeft een enkelvoudig lepelvormig blad in de vorm van een pijl. De onderkant zit als een schacht vast aan de stengel. De bloeitijd (maart tot begin september) levert witte bloempjes op een rechtstaande aar die uitgroeien tot brede, platte en gekerfde vruchtjes. 
Het is een zonminnende plant met een voorliefde voor droog grasland, berm of braakliggende grond.

## Fotogalerij

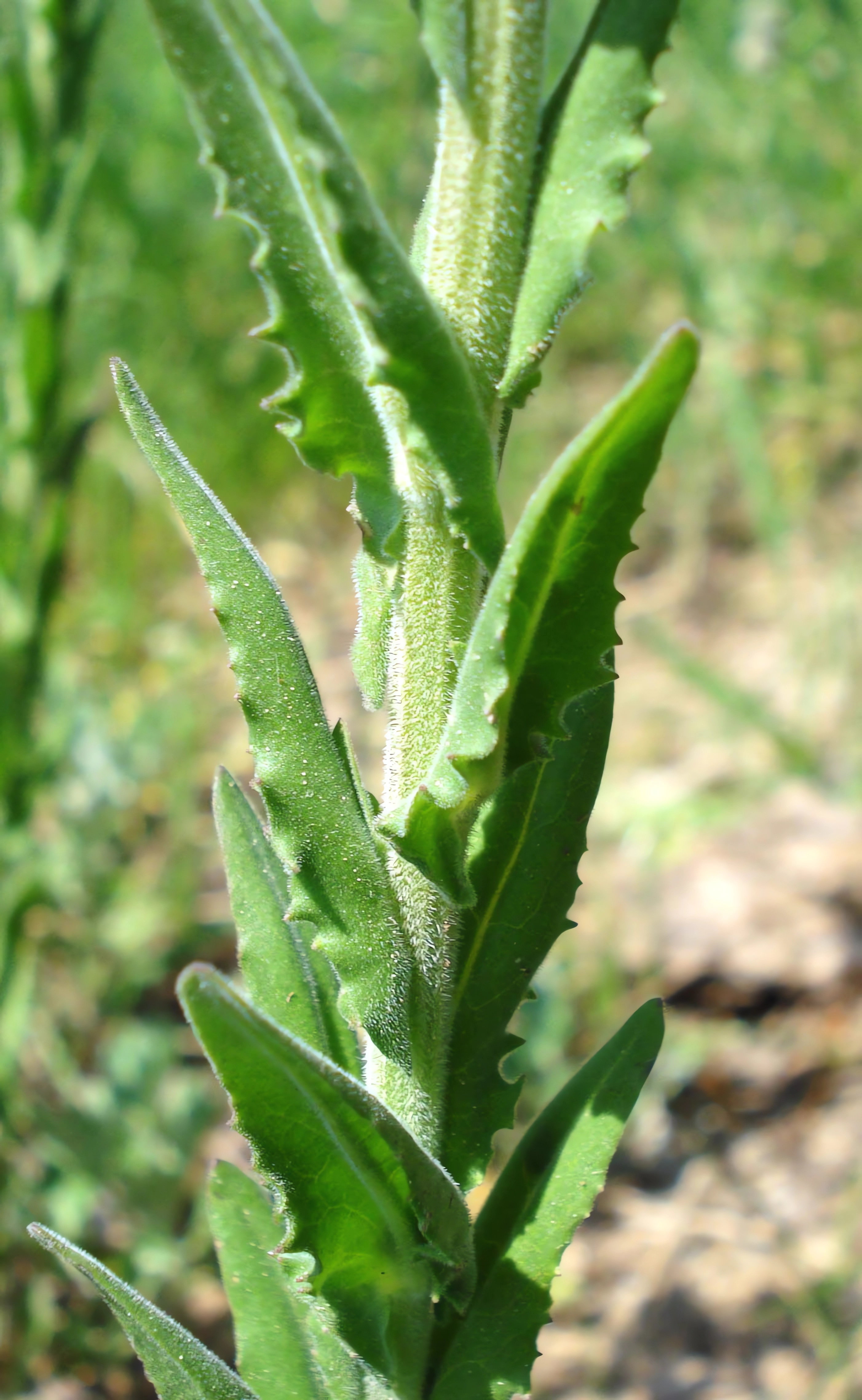
Stengelblad
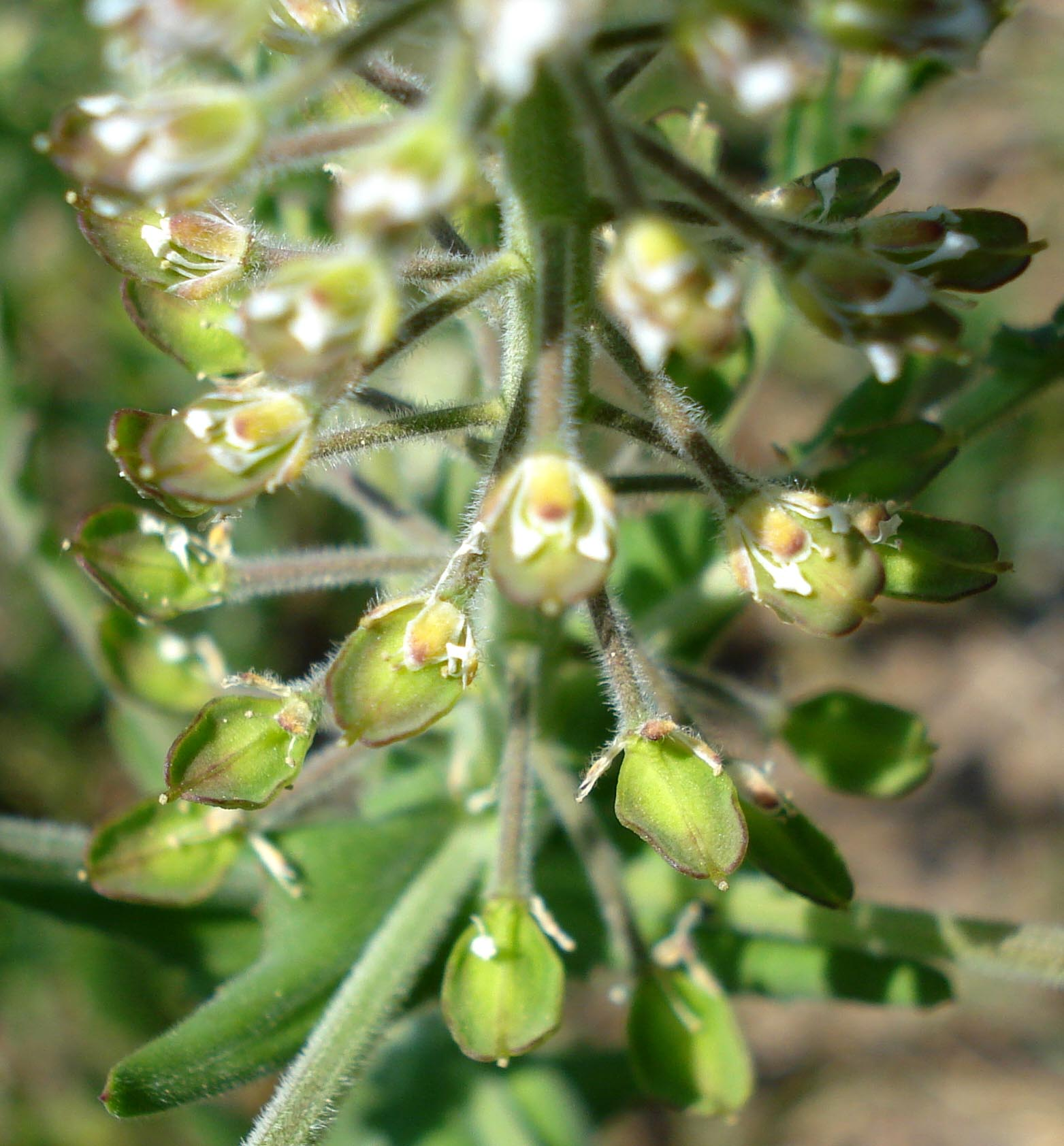
Vruchtstand
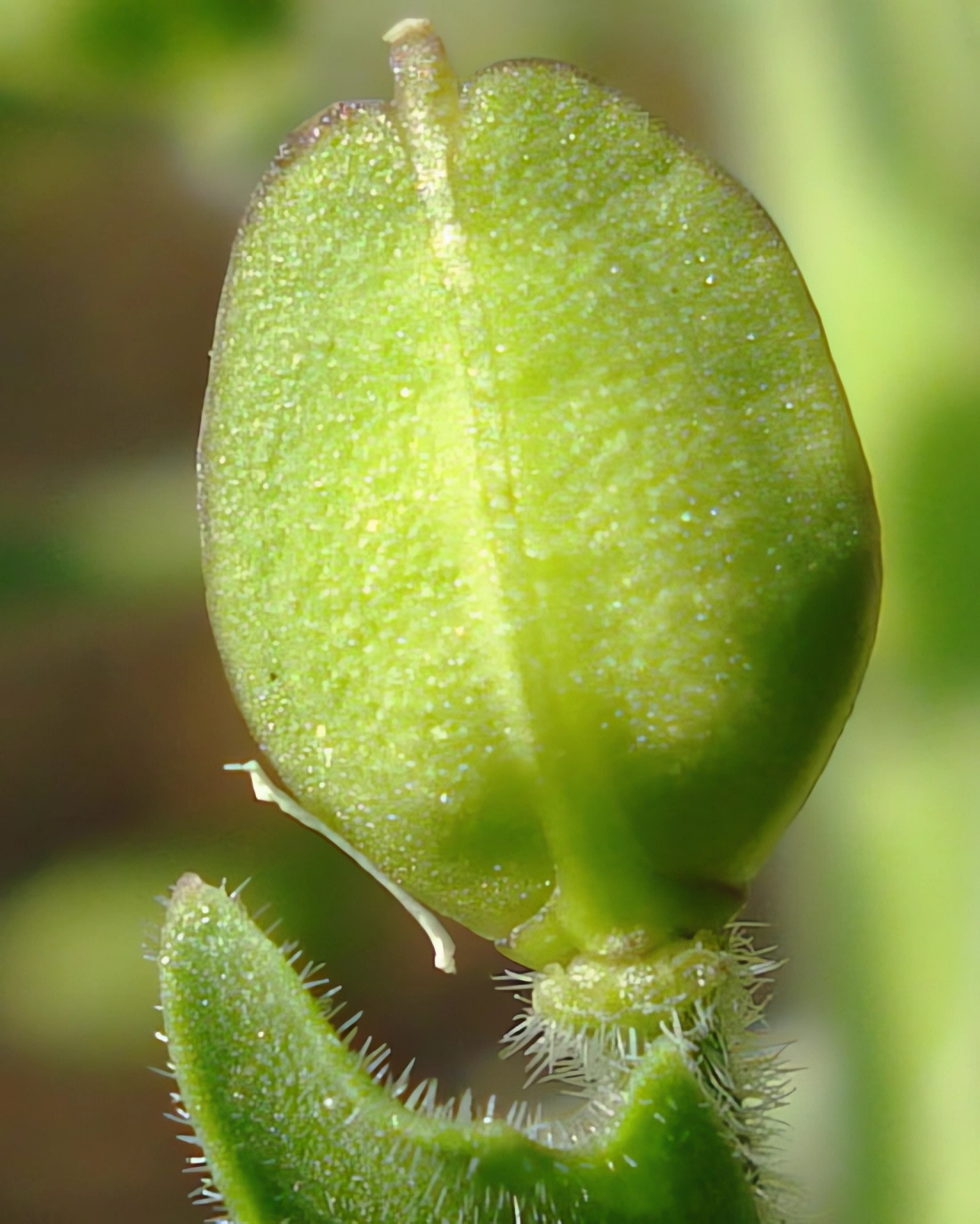
Zaadhuls

... · 
L. campestre (Veldkruidkers) · 
L. densiflorum (Dichtbloemige kruidkers) · 
L. draba (Pijlkruidkers) · 
L. graminifolium (Graskers) · 
L. heterophyllum (Rozetkruidkers) · 
L. latifolium (Peperkers) · 
L. meyenii · 
L. ruderale (Steenkruidkers) · 
L. sativum (Tuinkers) · 
L. virginicum (Amerikaanse kruidkers) · 
...